# Serie B 2012/13
Die Serie B 2012/13 war die 81. Spielzeit der zweithöchsten italienischen Fußballliga seit ihrer Erstausführung 1929. Als Absteiger aus der Serie A kamen die AC Cesena und Novara Calcio. Der dritte Absteiger, die US Lecce, musste aufgrund der Verstrickung in den italienischen Manipulationsskandal in die drittklassige Lega Pro Prima Divisione absteigen. Dadurch durfte Vicenza Calcio in der Serie B verbleiben, obwohl man in den Play-offs gegen den Abstieg dem FC Empoli unterlag. Ebenso als Zwangsabsteiger stand die US Grosseto fest, die jedoch im Berufungsverfahren diesen verhindern konnte, sodass man ein weiteres Jahr zweitklassig blieb. Als Aufsteiger kamen die SS Virtus Lanciano, der FC Pro Vercelli, Spezia Calcio und Ternana Calcio aus der Lega Pro Prima Divisione in die Serie B.
Im Zuge des Manipulations- und Wettskandals in Italien wurden für die Spielzeit 2012/13 die AS Bari sieben Punkte, die US Grosseto sechs Punkte, Novara Calcio drei Punkte, dem FC Crotone, dem FC Modena und Reggina Calcio zwei Punkte sowie Ascoli Calcio und der AS Varese 1910 ein Punkt abgezogen.

## Teilnehmer
| Verein             | Stadt                   | Stadion                      | Kapazität |
| ------------------ | ----------------------- | ---------------------------- | --------- |
| Ascoli Calcio      | Ascoli Piceno           | Stadio Cino e Lillo Del Duca | 20.600    |
| AS Bari            | Bari                    | Stadio San Nicola            | 58.300    |
| Brescia Calcio     | Brescia                 | Stadio Mario Rigamonti       | 23.100    |
| Juve Stabia        | Castellammare di Stabia | Stadio Romeo Menti           | 13.000    |
| AC Cesena          | Cesena                  | Stadio Dino Manuzzi          | 23.900    |
| AS Cittadella      | Cittadella              | Stadio Pier Cesare Tombolato | 07.600    |
| FC Crotone         | Crotone                 | Stadio Ezio Scida            | 09.600    |
| FC Empoli          | Empoli                  | Stadio Carlo Castellani      | 16.800    |
| US Grosseto        | Grosseto                | Stadio Carlo Zecchini        | 10.000    |
| SS Virtus Lanciano | Lanciano                | Stadio Guido Biondi          | 05.500    |
| AS Livorno         | Livorno                 | Stadio Armando Picchi        | 19.200    |
| FC Modena          | Modena                  | Stadio Alberto Braglia       | 21.200    |
| Novara Calcio      | Novara                  | Stadio Silvio Piola          | 17.900    |
| Padova Calcio      | Padova                  | Stadio Euganeo               | 18.100    |
| Reggina Calcio     | Reggio Calabria         | Stadio Oreste Granillo       | 27.500    |
| US Sassuolo        | Sassuolo                | Stadio Alberto Braglia       | 21.200    |
| Spezia Calcio      | La Spezia               | Stadio Alberto Picco         | 10.300    |
| Ternana Calcio     | Terni                   | Stadio Libero Liberati       | 22.000    |
| AS Varese 1910     | Varese                  | Stadio Franco Ossola         | 09.900    |
| SG Pro Vercelli    | Vercelli                | Stadio Silvio Piola          | 05.500    |
| Hellas Verona      | Verona                  | Stadio Marcantonio Bentegodi | 42.200    |
| Vicenza Calcio     | Vicenza                 | Stadio Romeo Menti           | 12.200    |

## Statistiken

### Tabelle
| Pl. | Verein                 | Sp. | S  | U  | N  | Tore    | Diff. | Punkte |
| --- | ---------------------- | --- | -- | -- | -- | ------- | ----- | ------ |
| 1.  | US Sassuolo            | 42  | 25 | 10 | 7  | 078:400 | +38   | 85     |
| 2.  | Hellas Verona          | 42  | 23 | 13 | 6  | 067:320 | +35   | 82     |
| 3.  | AS Livorno             | 42  | 23 | 11 | 8  | 077:470 | +30   | 80     |
| 4.  | FC Empoli              | 42  | 20 | 13 | 9  | 069:510 | +18   | 73     |
| 5.  | Novara Calcio 1 (A)    | 42  | 19 | 10 | 13 | 073:460 | +27   | 64     |
| 6.  | Brescia Calcio         | 42  | 15 | 17 | 10 | 058:500 | +8    | 62     |
| 7.  | AS Varese 1910 1       | 42  | 16 | 13 | 13 | 055:530 | +2    | 60     |
| 8.  | FC Modena 1            | 42  | 15 | 12 | 15 | 052:510 | +1    | 55     |
| 9.  | Ternana Calcio (N)     | 42  | 12 | 17 | 13 | 037:380 | −1    | 53     |
| 10. | AS Bari 1              | 42  | 16 | 12 | 14 | 055:470 | +8    | 53     |
| 11. | Calcio Padova          | 42  | 12 | 17 | 13 | 047:510 | −4    | 53     |
| 12. | FC Crotone 1           | 42  | 14 | 13 | 15 | 045:560 | −11   | 49     |
| 13. | Spezia Calcio (N)      | 42  | 12 | 15 | 15 | 052:580 | −6    | 51     |
| 14. | AC Cesena (A)          | 42  | 12 | 14 | 16 | 046:590 | −13   | 50     |
| 15. | AS Cittadella          | 42  | 12 | 14 | 16 | 048:610 | −13   | 50     |
| 16. | Juve Stabia            | 42  | 12 | 14 | 16 | 054:650 | −11   | 50     |
| 17. | Reggina Calcio 1       | 42  | 12 | 15 | 15 | 042:520 | −10   | 49     |
| 18. | SS Virtus Lanciano (N) | 42  | 9  | 21 | 12 | 049:590 | −10   | 48     |
| 19. | Vicenza Calcio         | 42  | 10 | 12 | 20 | 041:580 | −17   | 42     |
| 20. | Ascoli Calcio 1        | 42  | 11 | 9  | 22 | 048:670 | −19   | 41     |
| 21. | FC Pro Vercelli (N)    | 42  | 8  | 9  | 25 | 037:670 | −30   | 33     |
| 22. | US Grosseto 1          | 42  | 7  | 13 | 22 | 044:670 | −23   | 28     |

| (A) | Absteiger aus der Serie A 2011/12               |
| (N) | Neuaufsteiger aus der Lega Pro Prima Divisione  |
|     | Bei Punktgleichheit zählt der Direkte Vergleich |

### Play-offs
Bei den Play-offs spielten im Halbfinale zunächst der AS Livorno als Drittplatzierter gegen Brescia Calcio als Sechsten und der Vierte, FC Empoli, gegen den Fünften, Novara Calcio, in Hin- und Rückspielen. Die Sieger der Halbfinals spielten dann im Finale wiederum in Hin- und Rückspiel um den verbleibenden Platz in der Serie A. Bei einem unentschiedenen Spielstand aus beiden Spielen entschieden nicht die mehr geschossenen Auswärtstore, sondern der höhere Tabellenplatz. Der Gewinner eines Spiels ist fett geschrieben.
Halbfinale
| Datum        |               | Ergebnis  |               | Torschützen                                                                                              |
| ------------ | ------------- | --------- | ------------- | --- |
| 22. Mai 2013 | Novara Calcio | 1:1 (1:1) | FC Empoli     | 0:1 Maccarone (3.), 1:1 Buzzegoli (38., FE)                                                              |
| 26. Mai 2013 | FC Empoli     | 4:1 (2:1) | Novara Calcio | 1:0 Tavano (19.), 2:0 Saponara (22.), 2:1 Seferović (37.), 3:1 Saponara (70.), 4:1 Mtschedlidse (90.+3') |
| Gesamt:      | Novara Calcio | 1:4       | FC Empoli     | |

| Datum        |                | Ergebnis  |                | Torschützen                              |
| ------------ | -------------- | --------- | -------------- | ---------------------------------------- |
| 22. Mai 2013 | Brescia Calcio | 1:1 (1:0) | AS Livorno     | 1:0 Caracciolo (36.), 1:1 Paulinho (51.) |
| 26. Mai 2013 | AS Livorno     | 1:1 (0:0) | Brescia Calcio | 0:1 Corvia (56.), 1:1 Paulinho (66.)     |
| Gesamt:      | Brescia Calcio | 1:1       | AS Livorno     |                                          |

Finale
| Datum        |            | Ergebnis  |            | Torschützen                        |
| ------------ | ---------- | --------- | ---------- | ---------------------------------- |
| 29. Mai 2013 | FC Empoli  | 1:1 (1:0) | AS Livorno | 1:0 Tavano (30.), 1:1 Duncan (72.) |
| 2. Juni 2013 | AS Livorno | 1:0 (1:0) | FC Empoli  | 1:0 Paulinho (32.)                 |
| Gesamt:      | FC Empoli  | 1:2       | AS Livorno |                                    |

### Kreuztabelle
Die Kreuztabelle stellt die Ergebnisse aller Spiele dieser Saison dar. Die Heimmannschaft ist in der linken Spalte aufgelistet und die Gastmannschaft in der obersten Reihe.
| 2012/13            | Novara Calcio | AC Cesena | US Sassuolo Calcio | Hellas Verona | AS Varese 1910 | Calcio Padova | Brescia Calcio | Juve Stabia | Reggina Calcio | FC Crotone | AS Bari | FC Modena | US Grosseto | Ascoli Calcio | AS Cittadella | AS Livorno | FC Empoli |     | Spezia Calcio | Ternana Calcio | FC Pro Vercelli | SS Virtus Lanciano |
| ------------------ | ------------- | --------- | ------------------ | ------------- | -------------- | ------------- | -------------- | ----------- | -------------- | ---------- | ------- | --------- | ----------- | ------------- | ------------- | ---------- | --------- | --- | ------------- | -------------- | --------------- | ------------------ |
| Novara Calcio      |               | 0:1       | 3:2                | 1:0           | 1:1            | 3:1           | 4:2            | 1:1         | 1:1            | 5:1        | 0:1     | 0:1       | 2:0         | 1:0           | 0:1           | 0:1        | 2:2       | 3:1 | 1:0           | 1:2            | 2:0             | 1:1                |
| AC Cesena          | 1:4           |           | 0:3                | 0:0           | 2:0            | 2:0           | 1:3            | 3:1         | 1:1            | 0:0        | 1:1     | 1:0       | 3:2         | 1:2           | 1:0           | 0:0        | 1:3       | 3:1 | 1:1           | 1:0            | 1:1             | 1:1                |
| US Sassuolo        | 2:0           | 5:0       |                    | 1:1           | 4:0            | 1:1           | 1:1            | 1:0         | 3:1            | 2:1        | 2:1     | 2:0       | 0:2         | 1:0           | 1:0           | 1:0        | 1:1       | 0:0 | 3:2           | 0:0            | 2:1             | 2:0                |
| Hellas Verona      | 1:1           | 1:1       | 1:0                |               | 2:0            | 0:2           | 4:2            | 1:0         | 2:0            | 3:2        | 1:0     | 3:1       | 2:0         | 3:1           | 0:0           | 1:1        | 0:0       | 0:1 | 1:1           | 2:1            | 3:1             | 2:0                |
| AS Varese          | 0:2           | 3:2       | 3:4                | 0:3           |                | 3:0           | 3:2            | 1:1         | 3:0            | 1:1        | 2:2     | 2:0       | 4:0         | 2:0           | 2:0           | 1:3        | 2:2       | 1:1 | 0:0           | 1:0            | 2:0             | 1:2                |
| Calcio Padova      | 3:3           | 1:1       | 1:3                | 2:1           | 1:1            |               | 0:0            | 1:0         | 3:2            | 2:1        | 1:1     | 0:1       | 1:1         | 1:1           | 3:1           | 0:0        | 2:0       | 0:1 | 1:1           | 0:0            | 0:1             | 1:1                |
| Brescia Calcio     | 1:1           | 2:1       | 1:1                | 2:0           | 2:0            | 0:0           |                | 2:0         | 2:2            | 5:0        | 1:1     | 2:1       | 3:1         | 3:2           | 2:2           | 0:0        | 0:3       | 0:1 | 0:0           | 1:0            | 1:1             | 2:0                |
| Juve Stabia        | 2:4           | 2:2       | 1:1                | 0:3           | 1:2            | 1:0           | 0:0            |             | 1:0            | 3:1        | 2:1     | 1:0       | 2:1         | 1:1           | 1:1           | 1:3        | 1:2       | 1:1 | 2:1           | 1:1            | 1:1             | 2:1                |
| Reggina Calcio     | 1:0           | 1:2       | 0:2                | 1:1           | 1:1            | 2:1           | 0:1            | 2:1         |                | 1:1        | 1:0     | 2:2       | 1:0         | 2:0           | 0:1           | 1:3        | 0:3       | 1:0 | 1:1           | 1:1            | 1:0             | 0:1                |
| FC Crotone         | 2:1           | 1:0       | 2:1                | 3:3           | 1:0            | 0:1           | 1:0            | 3:3         | 2:2            |            | 0:0     | 2:1       | 1:0         | 1:0           | 3:1           | 1:2        | 3:2       | 1:0 | 0:2           | 0:1            | 2:1             | 0:0                |
| AS Bari            | 1:3           | 2:1       | 3:3                | 0:2           | 0:1            | 3:0           | 1:1            | 2:0         | 0:1            | 0:0        |         | 2:0       | 1:0         | 0:1           | 2:1           | 1:1        | 2:3       | 1:0 | 2:1           | 2:0            | 2:1             | 4:3                |
| FC Modena          | 1:0           | 4:0       | 2:1                | 1:1           | 1:2            | 0:0           | 1:2            | 1:0         | 1:1            | 3:0        | 0:0     |           | 0:0         | 1:1           | 3:3           | 1:0        | 2:3       | 0:1 | 1:0           | 1:2            | 1:0             | 2:2                |
| US Grosseto        | 1:1           | 1:2       | 1:2                | 0:2           | 2:2            | 1:1           | 2:2            | 2:2         | 0:1            | 1:0        | 4:3     | 2:0       |             | 2:1           | 3:1           | 0:3        | 0:1       | 1:2 | 1:1           | 1:1            | 3:0             | 2:2                |
| Ascoli Calcio      | 2:0           | 1:0       | 2:4                | 0:5           | 1:1            | 0:1           | 2:0            | 2:4         | 0:3            | 2:0        | 1:3     | 2:3       | 3:1         |               | 4:1           | 1:4        | 1:2       | 0:0 | 2:0           | 1:1            | 0:0             | 1:1                |
| AS Cittadella      | 2:6           | 1:1       | 1:0                | 2:1           | 0:1            | 3:3           | 1:1            | 1:0         | 1:2            | 2:2        | 1:1     | 0:3       | 2:1         | 1:0           |               | 0:2        | 0:0       | 2:2 | 0:0           | 1:0            | 3:0             | 1:0                |
| AS Livorno         | 1:3           | 1:0       | 3:2                | 0:2           | 2:0            | 3:2           | 3:0            | 2:2         | 3:3            | 1:2        | 2:1     | 1:2       | 4:0         | 3:0           | 2:2           |            | 4:2       | 2:0 | 1:5           | 2:1            | 2:0             | 2:0                |
| FC Empoli          | 0:2           | 1:0       | 0:3                | 1:1           | 3:1            | 1:1           | 1:1            | 5:0         | 1:1            | 0:0        | 0:1     | 4:2       | 3:2         | 0:3           | 1:0           | 2:1        |           | 2:0 | 2:2           | 0:2            | 2:1             | 2:2                |
| Vicenza Calcio     | 2:1           | 3:1       | 0:1                | 2:3           | 1:1            | 0:2           | 2:2            | 1:2         | 0:0            | 0:0        | 0:1     | 3:3       | 2:1         | 1:0           | 1:2           | 3:3        | 1:5       |     | 2:3           | 0:1            | 3:1             | 0:1                |
| Spezia Calcio      | 0:6           | 1:0       | 0:2                | 0:1           | 0:0            | 2:3           | 3:1            | 2:3         | 1:0            | 2:1        | 3:2     | 1:1       | 2:1         | 4:3           | 0:3           | 1:2        | 3:0       | 2:1 |               | 1:1            | 1:3             | 1:1                |
| Ternana Calcio     | 1:1           | 0:0       | 1:3                | 0:2           | 0:1            | 2:1           | 1:0            | 3:2         | 1:0            | 1:0        | 0:0     | 0:1       | 0:0         | 1:2           | 3:1           | 1:1        | 0:0       | 0:0 | 0:0           |                | 4:2             | 2:2                |
| FC Pro Vercelli    | 1:2           | 1:3       | 1:3                | 0:0           | 2:1            | 1:2           | 2:3            | 1:4         | 0:0            | 0:2        | 2:1     | 1:2       | 0:0         | 3:1           | 0:0           | 1:2        | 0:1       | 2:1 | 1:0           | 1:0            |                 | 1:2                |
| SS Virtus Lanciano | 1:0           | 3:3       | 2:2                | 1:2           | 1:2            | 2:1           | 0:2            | 1:1         | 3:1            | 1:1        | 0:3     | 1:1       | 1:1         | 1:1           | 3:2           | 1:1        | 0:3       | 2:0 | 1:1           | 1:1            | 1:1             |                    |

### Torschützenliste
Bei gleicher Anzahl von Toren sind die Spieler alphabetisch nach Nachnamen bzw. Künstlernamen sortiert.
| Pl.      | Spieler           | Verein         | Tore |
| -------- | ----------------- | -------------- | ---- |
| 1        | Daniele Cacia     | Hellas Verona  | 24   |
| 2        | Matteo Ardemagni  | FC Modena      | 23   |
| 3        | Francesco Tavano  | FC Empoli      | 21   |
| 4        | Paulinho          | AS Livorno     | 20   |
| 4        | Marco Sansovini   | Spezia Calcio  | 20   |
| 6        | Simone Zaza       | Ascoli Calcio  | 18   |
| 7        | Francesco Caputo  | AS Bari        | 17   |
| 7        | Osariemen Ebagua  | AS Varese 1910 | 17   |
| 7        | Massimo Maccarone | FC Empoli      | 17   |
| 10       | Andrea Caracciolo | Brescia Calcio | 16   |
| Endstand |                   |                |      |

## Meistermannschaft
In Klammern sind Spiele und Tore angegeben. Aufgelistet sind alle Spieler, die während der Spielzeit zum Einsatz kamen.
| US Sassuolo Calcio | |
| US Sassuolo Calcio | - Tor: Mirko Pigliacelli (1/-); Alberto Pomini (41/-) - Abwehr: Luca Antei (2/-); Paolo Bianco (34/-); Paolo Frascatore (11/-); Marcello Garzolla (32/1); Lorenzo Laverone (14/-); Alessandro Longhi (40/1); Lino Marzorati (19/-); Emanuele Terranova (37/11) - Mittelfeld: Tommaso Bianchi (30/4); Raman Chibsah (28/2); Karim Laribi (8/-); Francesco Magnanelli (40/1); Simone Missiroli (37/6); Michele Troiano (30/2); Carl Valeri (3/1) - Angriff: Domenico Berardi (37/11); Richmond Boakye (31/11); Andrea Catellani (34/6); Gaetano Masucci (14/4); Leonardo Pavoletti (33/11); Gennaro Troianiello (29/5) - Trainer: Eusebio Di Francesco |